# 鳥取県道45号倉吉江府溝口線
鳥取県道45号倉吉江府溝口線（とっとりけんどう45ごう くらよしこうふみぞくちせん）は、鳥取県倉吉市から日野郡江府町を経て、西伯郡伯耆町に至る県道（主要地方道）である。

## 概要
鳥取県西部にある路線で、倉吉市の国道313号より分岐して西に向かって大山の南中腹を半周するように横断し、伯耆町の国道181号に接続する。伯耆町で、米子自動車道 溝口インターチェンジと接続する。

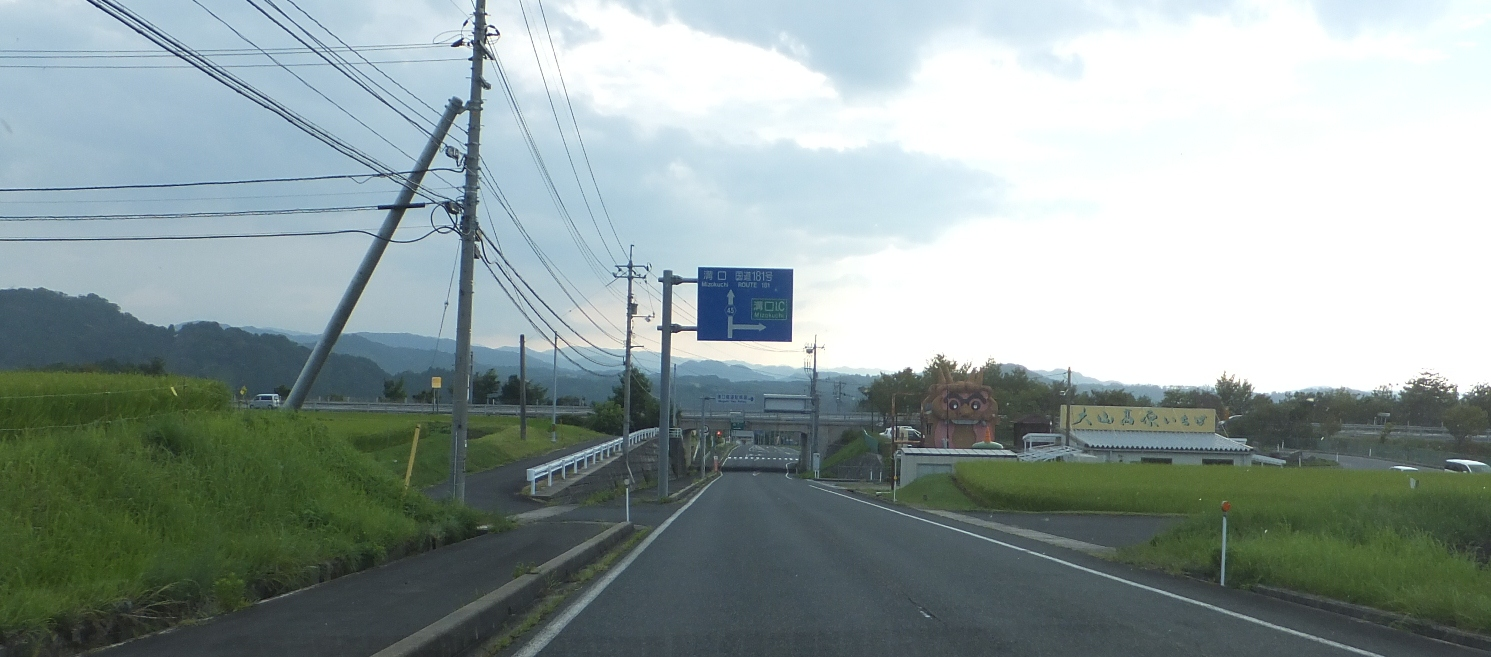
溝口インターチェンジ付近
西伯郡伯耆町金屋谷で撮影

大山パークウェイの一部を構成し、美保関灯台と米子空港や蒜山地域（米子自動車道・蒜山ICを含む）を広域的に結ぶ役割を果たしている。

### 路線データ
- 起点：鳥取県倉吉市鴨河内（大鴨橋西交差点、国道313号交点）
- 終点：鳥取県西伯郡伯耆町溝口（溝口交差点、国道181号・鳥取県道・島根県道1号溝口伯太線交点）
- 総延長：50.3 km

## 歴史
- 1993年（平成5年）5月11日 - 建設省から、県道がとして主要地方道に指定される[1]。
- 2005年（平成17年）7月1日 - 鳥取県告示第536号により鳥取県西伯郡伯耆町溝口（溝口インター入口交差点 - 溝口交差点）の経路が国道181号経由に変更される[2]。

## 路線状況

### 別名
大山環状道路
大山の中腹部を周回する道路で、本路線の大山を周回する道路の一部区間は、大山環状道路の一部を構成する。大山環状道路は、本路線の他、鳥取県道30号、鳥取県道34号、鳥取県道44号、鳥取県道158号の計5路線で構成される。

### 重複区間

#### 現道
- 大山広域農道（日野郡江府町御机）
- 国道181号・国道183号・国道482号・鳥取県道・島根県道1号溝口伯太線（西伯郡伯耆町溝口）

#### バイパス
- 鳥取県道50号東伯関金線（倉吉市関金町大鳥居）

## 地理

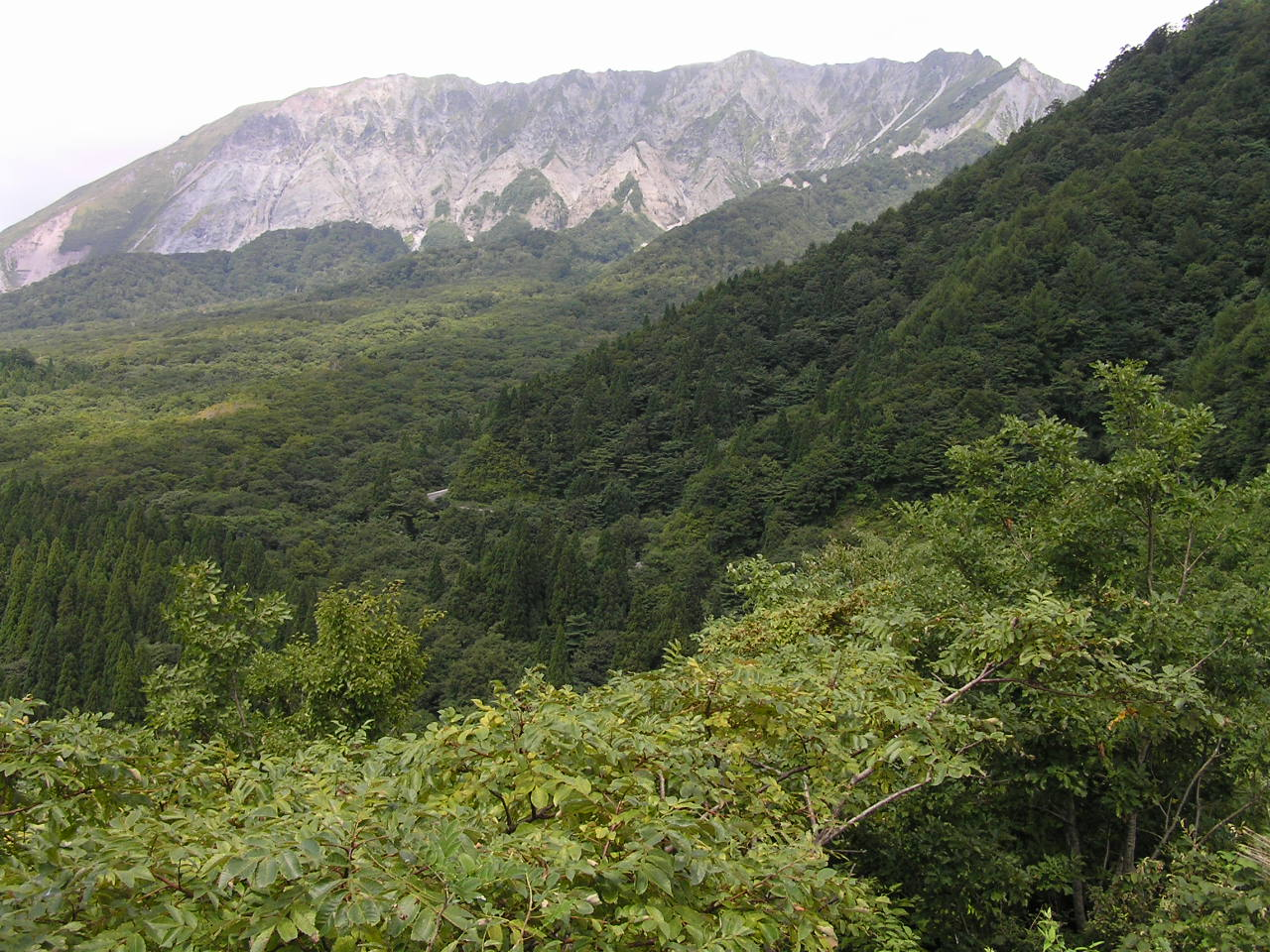
鍵掛峠から見る大山南壁

鳥取県西部に位置する中国山地最高峰の大山（標高1,729 m）の南側中腹部にある西日本最大級といわれるブナの森林や高原地帯を周回する。この路線上にある鍵掛峠（標高912 m）からは、大山の南斜面の崩落する山肌と中腹から続く森林の対比が美しい眺望ポイントとして知られる。

### 通過する自治体
- 倉吉市
- 東伯郡琴浦町
- 倉吉市
- 東伯郡琴浦町
- 倉吉市
- 日野郡江府町
- 西伯郡大山町
- 日野郡江府町
- 西伯郡伯耆町

### 交差する道路

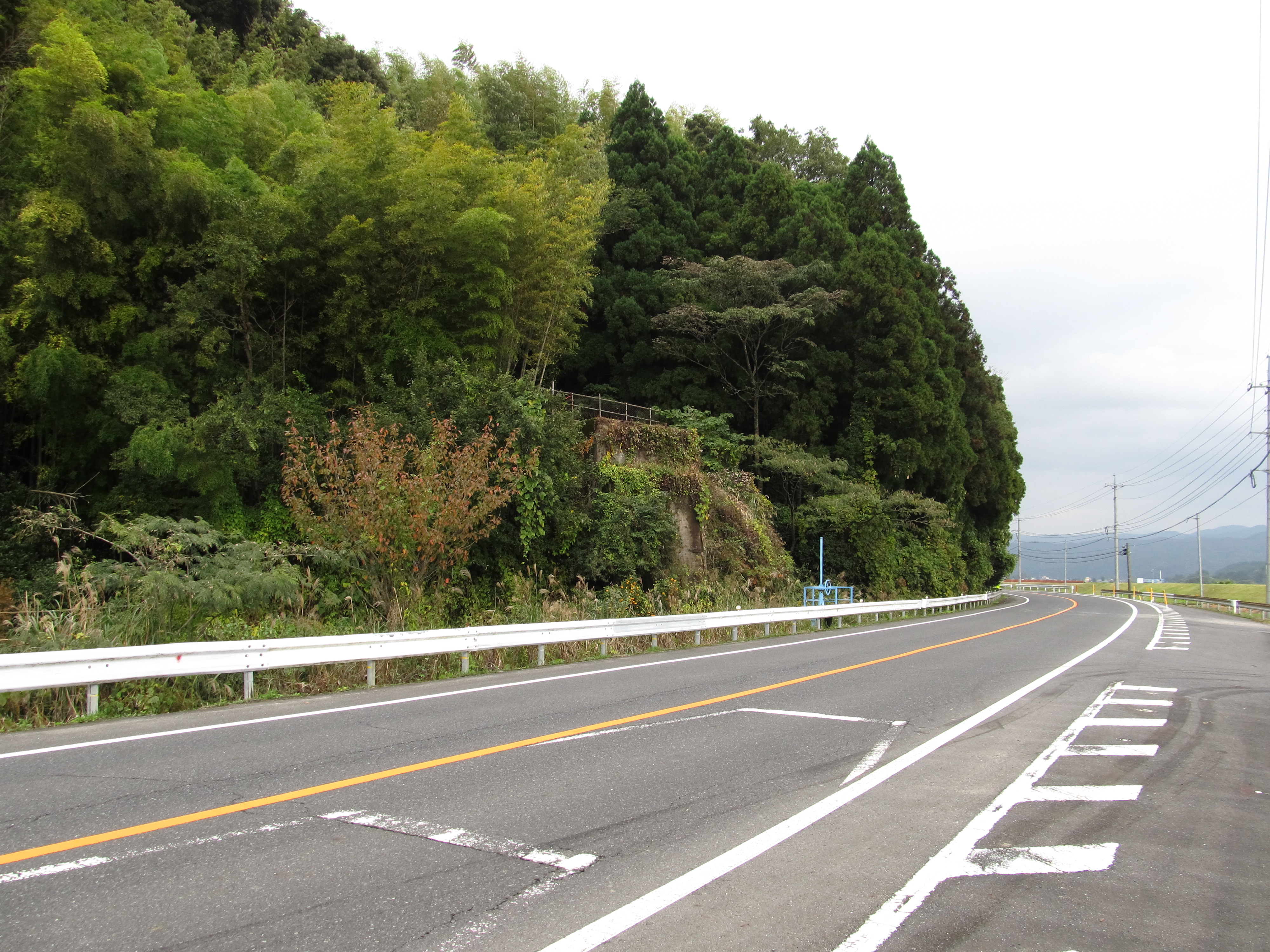
倉吉市関金町今西

| 交差する道路 | 市町村名 | 市町村名 | 交差する場所 | 交差する場所               |
| --- | -------- | -------- | ------------ | -------------------------- |
| 国道313号 | 倉吉市   | 倉吉市   | 鴨河内       | 大鴨橋西交差点 / 起点      |
| 鳥取県道50号東伯関金線                                                                                            | 倉吉市   | 倉吉市   | 関金町大鳥居 | 倉吉市役所関金庁舎前交差点 |
| 鳥取県道313号下見関金線                                                                                           | 倉吉市   | 倉吉市   | 関金町大鳥居 |                            |
| 鳥取県道288号上大立横田線未供用 鳥取県道297号上大立大栄線未供用                                                   | 倉吉市   | 倉吉市   | 上大立       |                            |
| 鳥取県道44号東伯野添線                                                                                            | 倉吉市   | 倉吉市   | 関金町野添   |                            |
| 鳥取県道・岡山県道114号大山上福田線                                                                               | 日野郡   | 江府町   | 御机         |                            |
| 大山広域農道 重複区間起点                                                                                         | 日野郡   | 江府町   | 御机         |                            |
| 鳥取県道315号如来原御机線 大山広域農道 重複区間終点                                                               | 日野郡   | 江府町   | 御机         |                            |
| 鳥取県道158号大山口停車場大山線                                                                                   | 西伯郡   | 伯耆町   | 大内         |                            |
| 鳥取県道52号岸本江府線 大山広域農道 重複                                                                          | 西伯郡   | 伯耆町   | 金屋谷       |                            |
| E73 米子自動車道                                                                                                  | 西伯郡   | 伯耆町   | 金屋谷       | 5 溝口IC                   |
| 国道181号 重複区間起点 国道183号 重複区間起点 国道482号 重複区間起点 鳥取県道・島根県道1号溝口伯太線 重複区間起点 | 西伯郡   | 伯耆町   | 溝口         | 溝口インター入口交差点     |
| 国道181号 重複区間終点 国道183号 重複区間終点 国道482号 重複区間終点 鳥取県道・島根県道1号溝口伯太線 重複区間終点 | 西伯郡   | 伯耆町   | 溝口         | 溝口交差点 / 終点          |
| バイパス |          |          |              |                            |
| 鳥取県道50号東伯関金線 重複区間起点                                                                               | 倉吉市   | 倉吉市   | 関金町大鳥居 |                            |
| 鳥取県道50号東伯関金線 重複区間終点                                                                               | 倉吉市   | 倉吉市   | 関金町大鳥居 |                            |
| 鳥取県道313号下見関金線                                                                                           | 倉吉市   | 倉吉市   | 関金町大鳥居 |                            |

### 沿線にある施設など
- 関金温泉
- 地蔵峠
- 大山
- 鍵掛峠